# پرویز شهریاری
پرویز شهریاری (۲ آذر ۱۳۰۵ – ۲۲ اردیبهشت ۱۳۹۱) ریاضی‌دان، مترجم، نویسنده، معلم ریاضیات، روزنامه‌نگار، فعال سیاسی و از چهره‌های ماندگار ایران در زمینهٔ دانش و آموزشِ نوینِ ریاضیات در ایران بود. وی در عرصهٔ علم و آموزش و فرهنگ و سیاست تاریخ معاصر ایران، بیش از چهارصد جلد کتاب در زمینه‌های ریاضیات، تاریخ، فلسفه و ادبیات تألیف و ترجمه کرده و نیز بیش از هزار عنوان مقاله از او در نشریات مختلف به چاپ رسیده است.

«من در همه عمرم معلم بودم، حتی موقعی که در زندان بودم یا در جاهای دیگر… دغدغه من زندگی آدم‌ها بوده و هر کاری که کرده‌ام برای همین بوده است.»

از گفته‌های پرویز شهریاری در فیلم مستند «فانوس گلستان» ساخته میلاد درویش

## زندگی

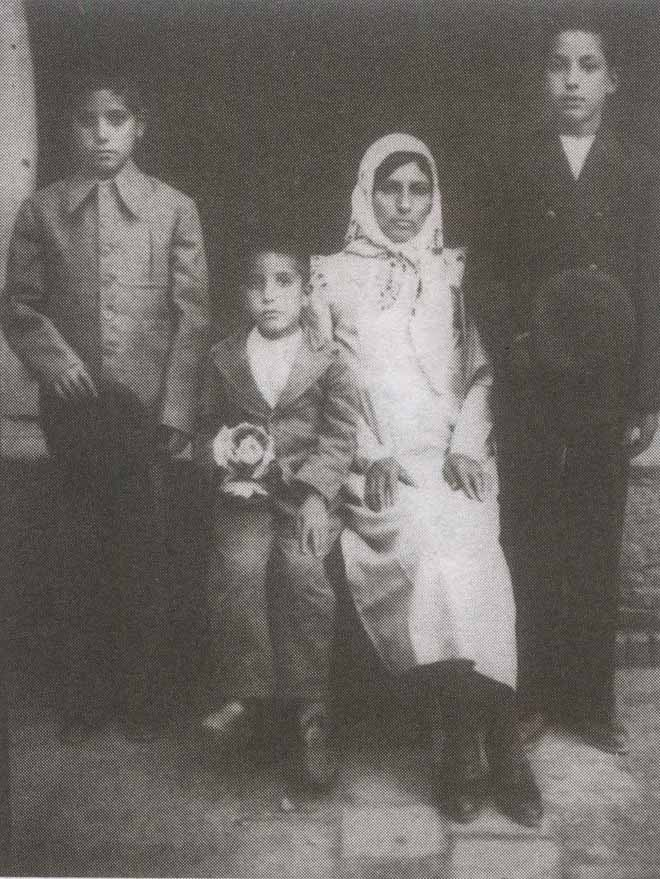
پرویز شهریاری (ایستاده سمت راست) به همراه مادرش گلستان شهریاری و برادرانش سهراب و هرمز

پرویز شهریاری در محلّهٔ فقیرنشین دولت‌خانه شهر کرمان در خانواده‌ای زرتشتی به دنیا آمد. پدرش دهقانزاده‌ای بود که روی زمین‌های اربابی کارگری می‌کرد. پس از مرگ پدر، مسئولیت خانواده به‌دوش مادرش (گلستان شهریاری) بود. این خانوادهٔ زرتشتی از لایه‌های درآمدی پایین جامعه بودند و دوران کودکی شهریاری از نظر معیشتی دوران سختی بود. وی از دوران کودکی تا جوانی به کارهای بنایی، آجرپزی، چاهخویی (چاه بازکنی)، کوزه‌گری، گاوچرانی و کار در راه‌آهن پرداخت. او پس از تحصیلِ دورهٔ ابتدایی در دبستان کاویانی، تا پایان دوره تحصیلی متوسطه را در دبیرستان ایرانشهر در شهر کرمان گذراند و وارد دانشسرای مقدماتی کرمان شد. در خرداد ۱۳۲۳ دانش‌آموخته شد و برای ادامهٔ تحصیل به تهران رفت.

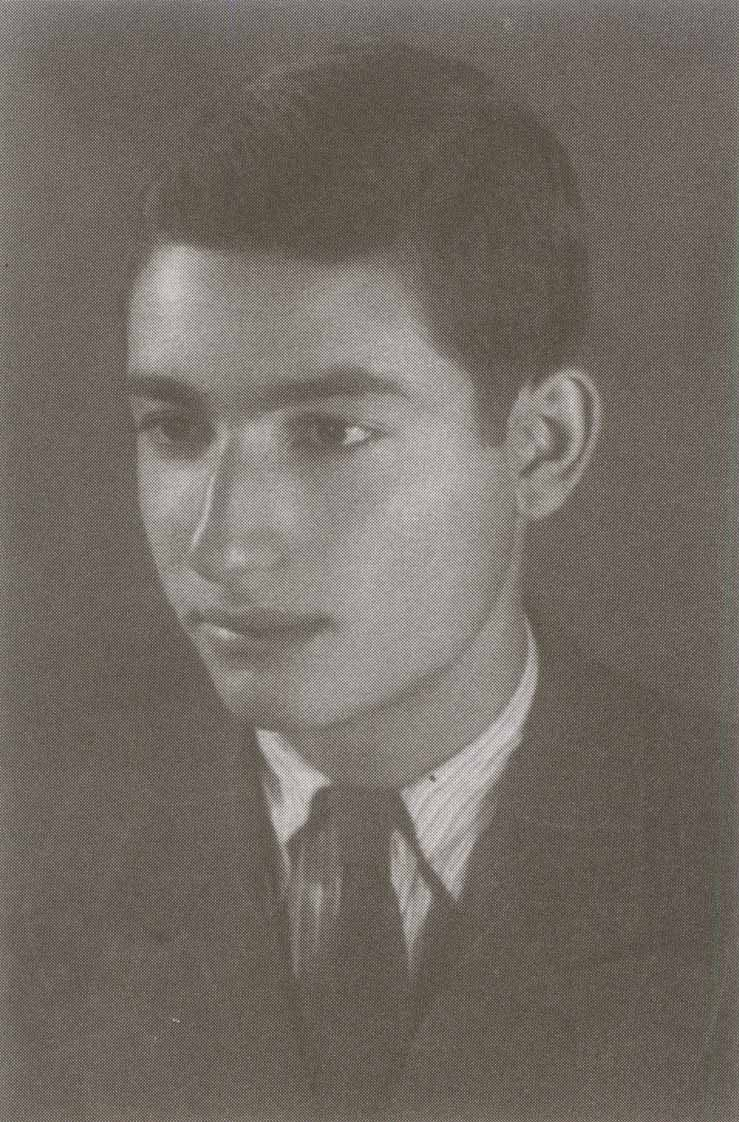
پرویز شهریاری در بیست‌وپنج سالگی

در سال ۱۳۳۲، در تهران در رشته ریاضی از دانشکدهٔ علوم دانشگاه تهران و دانش‌سرای عالی (دانشگاه تربیت معلم تهران کنونی) دانش‌آموخته شد. یک سال در شیراز آموزگار بود و در سال ۱۳۳۳ به تهران رفت. آن روزها در دبیرستان اندیشه و دبیرستان‌های وابسته به گروه فرهنگی خوارزمی آموزش می‌داد. در دانشکدهٔ فنی دانشگاه تهران، در کلاس‌های روزانه و شبانه دانشگاه تربیت معلم و در اراک در مدرسه عالی علوم اراک هم آموزگار بود.
پرویز شهریاری در دوران پرتنش سیاسی دهه ۲۰ به مبارزهٔ سیاسی روی آورد و در جریان چپ و مارکسیستی به فعالیت می‌پرداخت. در سال ۱۳۲۴ در نوزده سالگی به عضویت حزب توده ایران پذیرفته شد. پس از ۱۵ بهمن ۱۳۲۷ و سوءقصد به جان محمدرضا پهلوی موجی از دستگیری‌ها آغاز شد و در فروردین ۱۳۲۸ شهریاری که عضو حوزه‌ای به مسئولیت احسان طبری بود، برای نخستین بار بازداشت شد و به زندان افتاد و پس از آن بارها در دوران محمدرضا پهلوی و جمهوری اسلامی به زندان افتاد.
شهریاری به زبان فرانسه مسلط بود و در مدتی که در زندان به‌سر می‌برد، زبان روسی را نیز در مدت ۹ ماه، به‌گونه خودآموز و از روی یک کتاب فرا گرفت و از همان زمان، دست به تألیف و ترجمه زد. نخستین ترجمه‌ای که از او به چاپ رسید، کتاب تاریخ حساب نوشتهٔ رنه تانون (نویسنده فرانسوی) در سال ۱۳۲۹ بود. او این کتاب را در زندان ترجمه کرد.
پرویز شهریاری در فیلم مستند فانوس گلستان، که توسط شاگرد نوجوانش میلاد درویش در اوایل دههٔ هشتاد خورشیدی دربارهٔ او ساخته شد، گفته بود:
«همیشه در زندگی خودم در بیم و امید به سر می‌بردم همیشه حتی حالا نمی‌توانم خودم را آزاد به معنی واقعی احساس کنم و همیشه حس می‌کنم که کسی یا چیزی دارد مرا می‌پاید.»

## درگذشت و بزرگداشت
پرویز شهریاری سرانجام در ۸۶ سالگی و در ساعت ۴:۳۰ دقیقه بامداد روز جمعه ۲۲ اردیبهشت ۱۳۹۱ به علت مشکل تنفسی در بیمارستان جم تهران درگذشت و در عصر همان روز در آرامگاه قصر فیروزه زرتشتیان واقع در شرق تهران با باشندگی (حضور داشتن) گروهی از دوستدارانش به خاک سپرده شد.
در زمستان ۱۳۹۲ تعدادی از شاگردان جوان وی، یک نهال زیتون بر مزارش می‌کارند و یک لوحِ فلزی نیز به رسم یادبود در کنارِ این درخت نصب می‌کنند؛ بر روی این لوح، چنین نوشته شده است:
| « | «معلم مهربان درس‌هایی که به ما یاد داده‌ای، روشنگر راهمان شده است. در کارهایت آنچنان زنده‌ای که گویی هنوز اشاره به چیستا می‌کنی. اما نمی‌دانیم که چقدر دلتنگِ دیدار با لبخندهایت خواهیم شد! ... این نهال زیتون را در کنار مزارت کاشتیم تا آن‌ها که قرار است در آینده شاگردت شوند و از دانشت بیاموزند، بدانند که یک عمر رزمیدی و رنجیدی تا زندگی را با انسان، آشتی دهی… سپاس معلم بدرود شهریاری» | » |

## فعالیت‌های سیاسی
پرویز شهریاری در ابتدا از پیروان احمد کسروی بود و سپس در سال ۱۳۲۴ به گروه هواداران حزب توده پیوست. وی هفت بار به زندان رفت؛ هم قبل از انقلاب و هم بعد از آن؛ شهریاری حدود یک دهه از عمرش را در حبس گذراند. در سال ۱۳۲۸ به مدت سه سال، در سال ۱۳۳۲ به مدت یک سال‌ونیم، و در سال ۱۳۶۱ به علت عضویت در شورای نویسندگان و هنرمندان به مدت یک سال‌ونیم زندانی شد. او در سال ۱۳۳۷ از حزب توده جدا شد ولی تا پایان عمرش به عدالتخواهیِ علمی و جامعه گرایی معتقد بود و گرایش چپ داشت.

## فعالیت‌های علمی و آموزشی

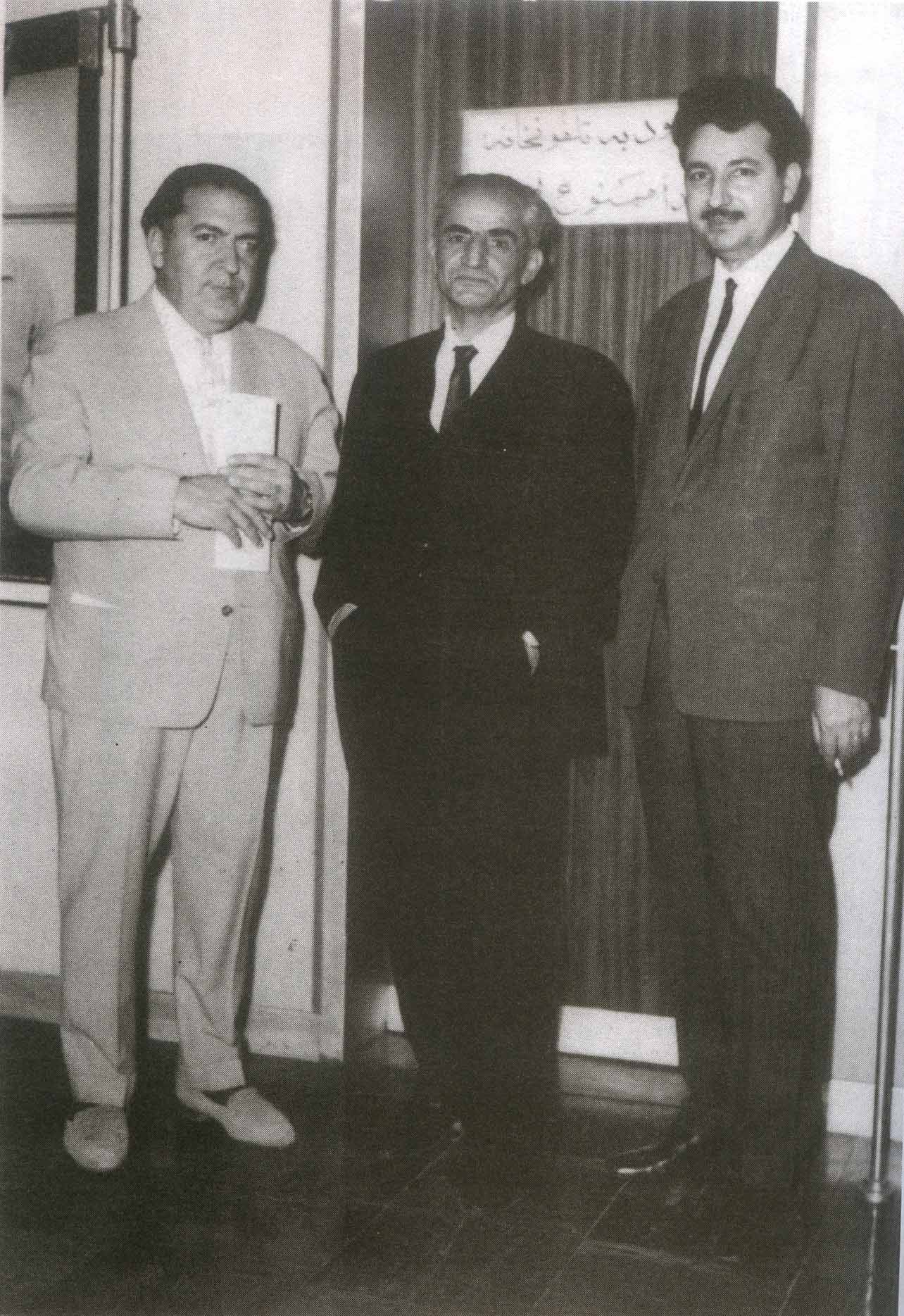
از راست به چپ پرویز شهریاری، احمد آرام و باقر امامی تالار شرکت نفت، بزرگداشت بیست و پنجمین سال انتشار مجلهٔ سخن.

- انتشار نشریاتی چون اندیشه ما، وهومن و چیستا، آشتی با ریاضیات (بعدها: آشنایی با ریاضیات) و سردبیری مجله دانشمند؛
- تأسیس مدرسه عالی علوم اراک (دانشگاه دولتی کنونی اراک) با همکاری عبدالکریم قریب و حسین گل گلاب (سراینده سرود ملی "ای ایران ای مرز پرگهر") (۱۳۳۵)؛
- تألیف کتاب‌های ریاضی در فاصله ۱۳۳۵ تا ۱۳۵۲ و همزمان با آن تألیف و ترجمه صدها کتاب، در زمینه تاریخ و آموزش ریاضیات؛
- انتشار ماهنامه «اندیشه ما»؛
- انتشار اولین کتاب «جنبش مزدک و مزدکیان»؛
- تهیه یک دوره کتاب درسی ریاضی دوره اول دبیرستان؛
- سردبیری هفته‌نامه «وهومن» تا ۲۸ مرداد ۱۳۳۲؛
- شروع به‌کار در دبیرستان «اندیشه» از مهر ۱۳۳۸؛
- راه‌اندازی اولین کلاس کنکور در ایران با نام گروه فرهنگی خوارزمی؛
- تأسیس دبیرستان پسرانه خوارزمی (۱۳۳۹)؛
- تأسیس دبیرستان دخترانه مرجان، (۱۳۴۰)؛
- تأسیس و ثبت بنیاد فرهنگی پرویز شهریاری در مرداد ۱۳۸۴ به شماره ثبت ۱۸۵۳۲ در اداره ثبت شرکت‌ها و مؤسسات غیرتجاری تهران.

### نشریه سخن علمی
نشریه «سخن علمی» از سال ۱۳۴۱ منتشر شد و پرویز شهریاری سردبیر این نشریه بود. پرویز شهریاری دربارهٔ این نشریه و سرنوشت آن می‌نویسد:
«این نشریه هشت سال پیاپی منتشر شد: در سال اول ۶ شماره و در ۷ سال بعد، هر سال ۱۲ شماره. روی هم ۹۰ شماره. در بهمن ۱۳۴۸ بلایی نازل شد. در یکی از شعبه‌های سازمان امنیت مرا خواستند. برایم چای آوردند و بسیار با محبت صحبت می‌کردند و در خواست کوچکی داشتند. مجله سخن علمی را به ما (یعنی سازمان امنیت) واگذار کنید. ما همچنان پرویز ناتل خانلری و تو را به عنوان صاحب امتیاز و سردبیر در مجله اعلام می‌کنیم، ولی شما هیچ دخالتی در آن نخواهید داشت. به هر کدام از شماها (پرویز خانلری و من)، ماهیانه پنج هزار تومان می‌دهیم؛ این قرار هم باید همین‌جا دفن شود. من به‌ظاهر مخالفتی نکردم؛ ولی گفتم، اجازه بدهید سال هشتم را تمام کنیم، آن وقت خدمت می‌رسم و مجله را تحویل می‌دهم. شماره ۱۲ نشریه تا فروردین ۱۳۴۹ طول کشید و در آن یادداشتی به صورت یک‌برگ رنگی گذاشتم که این، آخرین شماره است. به‌ظاهر سازمان امنیت چند مجله را به‌همین صورت در دست گرفته بود. بعد از پخش مجله، آقای پرویز خانلری مرا خواست و جریان را جویا شد. به او گفتم، چه پیش آمده است… ولی اکنون با کاغذی که لای مجله گذاشته و پخش کرده‌ام، گمان می‌کنم مسئله منتفی شده باشد و در واقع هم بعد از آن خبری نشد. برای اینکه ارزش پنج هزار تومان را در آن زمان بفهمید، باید یادآوری کنم که من از همه کارهایی که می‌کردم، روی هم ماهیانه، کمتر از آن درآمد داشتم، مجله سخن علمی هم اشتراکی برابر ۲۵۰ ریال برای ۱۲ شماره داشت.»
وی تا آخر عمر سردبیر نشریه دانش و مردم و نشریه چیستا بود و با نشریه برهان متوسطه نیز از نخستین شماره آن همکاری داشت.

## افتخارات
- ۱۳۴۵، دریافت نشان درجه یک علمی،

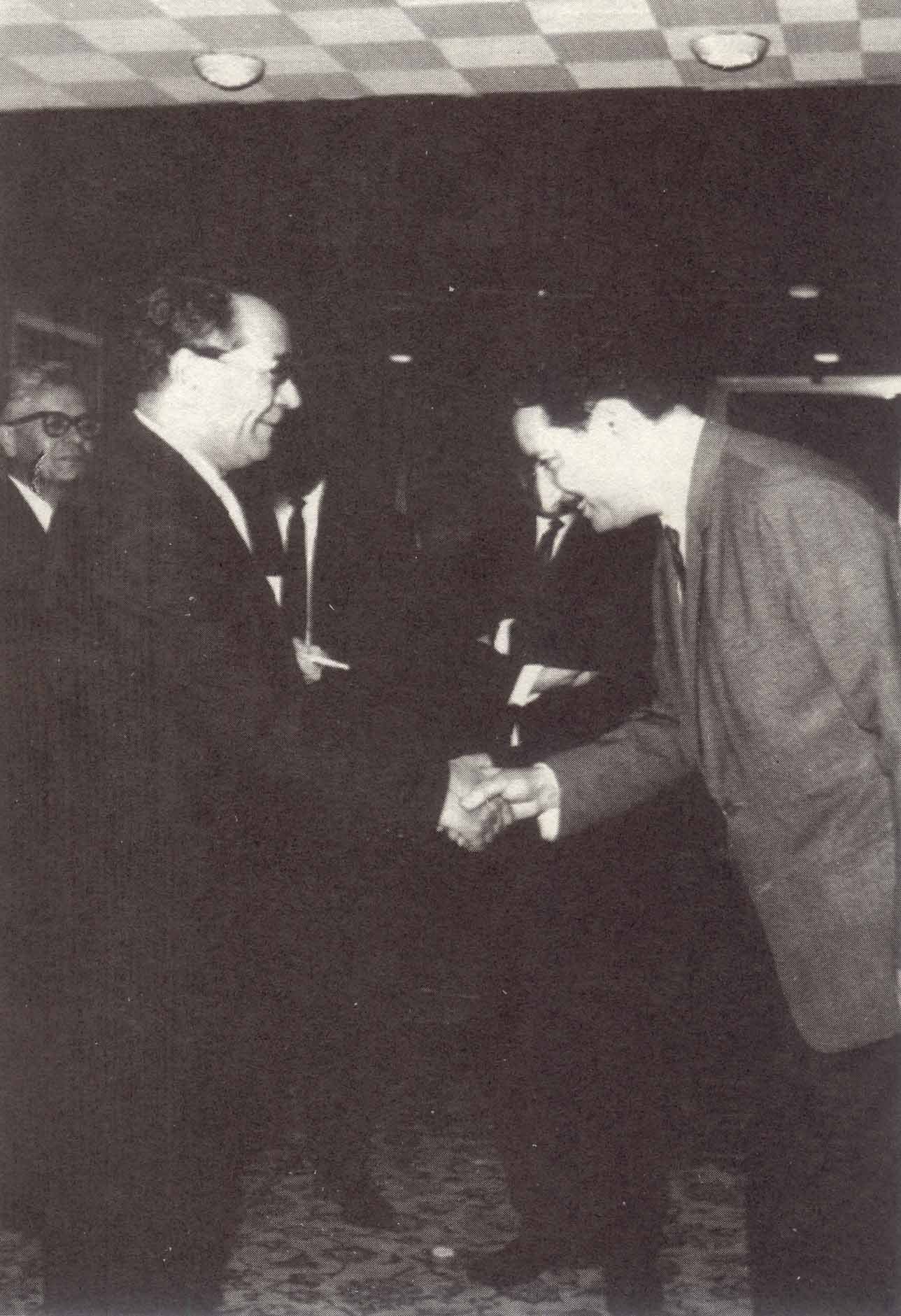
دریافت نشان درجهٔ یک علمی از وزیر آموزش و پرورش وقت خانلری، (۱۳۴۵)

- ۱۳۸۰، دریافت نشان افتخار ملی از سوی انجمن آثار و مفاخر ملی ایران،
- ۱۳۸۱، دریافت دکتری افتخاری ریاضیات از دانشگاه کرمان،
- ۱۳۸۴، برگزیده مراسم چهره‌های ماندگار در رشته آموزش ریاضیات،
- ۱۳۸۷، دریافت عنوان برترین ریاضیدان زنده ایران از سوی انجمن ریاضی ایران.

## آثار

### تاریخ، فلسفه، کاربرد و آموزش ریاضیات
- تاریخ حساب، نوشته رنه تاتون، چاپ اول ۱۳۲۹ چاپ سوم ۱۳۵۴ انتشارات امیرکبیر، ترجمه.
- ریاضیات در شرق، چاپ اول ۱۳۵۲ انتشارات خوارزمی، گردآوری و ترجمه.
- آنالیز ریاضی، آندره دولاشه، چاپ اول ۱۳۴۳ شرکت سهامی نشر اندیشه، چاپ دوم ۱۳۵۳ انتشارات امیرکبیر (با عنوانِ «سرگذشت آنالیز ریاضی»)، چاپ سوم ۱۳۶۸ سازمان چاپ و نشر مشهد/رز نشر، ترجمه.
- ریاضیات کاربسته، چاپ اول ۱۳۶۰ انتشارات هدهد، ترجمه.
- لباچوسکی و هندسه نااقلیدسی، نوشته و. کاگان، چاپ اول ۱۳۵۶ انتشارات توکا، چاپ دوم ۱۳۷۵ انتشارات تهران، ترجمه.
- پویایی ریاضیات، نوشته ب. فلدبلوم، چاپ اول ۱۳۵۸ انتشارات پویش، ترجمه.
- اواریست گالوا، (رمانی بر اساس زندگی اواریست گالوا)، نوشته لئوپولد اینفلد، چاپ اول ۱۳۶۰ انتشارات هدهد، چاپ دوم ۱۳۷۳ نشر بردار، ترجمه.
- من ریاضی‌دانم (سرگذشت سیبرنتیک)، نوشته نوربرت وینر، چاپ اول ۱۳۶۴ انتشارات فاطمی، ترجمه.
- آفرینندگان ریاضیات عالی، نوشته لئون سه‌مه‌نویچ فریمان، چاپ اول ۱۳۶۳ انتشارات فردوسی، ترجمه.
- دانشمندان و هنرمندان، چاپ اول ۱۳۷۸ نشر نی، گردآوری و ترجمه.
- خوارزمی و انفورماتیک، شرکت داده‌پردازی ایران، ۱۳۷۰، تألیف.
- خلاقیت ریاضی، نوشته جورج پولیا، چاپ اول ۶۶۱۳، ویرایش دوم ۱۳۹۴ انتشارات فاطمی، ترجمه.
- عالی‌جناب چکمه (گوشه‌ای از تاریخ ریاضیات)، چاپ اول ۱۳۷۸، چاپ دوم ۱۳۸۴ انتشارات پژوهنده، تألیف.
- سرگذشت ریاضیات، چاپ اول ۱۳۷۸ نشر مهاجر، تألیف.
- لگاریتم، گئورگی کلیمنتویچ استاپو، چاپ اول ۱۳۴۸ انتشارات خوارزمی، ترجمه.
- هندسه در گذشته و حال، چاپ دوم ۱۳۵۸ انتشارات امیرکبیر، ترجمه و تألیف.
- غیاث‌الدین جمشید کاشانی ریاضی‌دان ایرانی، چاپ اول ۱۳۷۷ شرکت انتشارات فنی ایران، تألیف و ترجمه.
- جوهر، روش و کارایی ریاضیات ۱، تألیف گروه مؤلفین انستیتوی ریاضی استکلووای شوروی، چاپ اول ۱۳۷۹ شرکت انتشارات فنی ایران، ترجمه.
- جوهر، روش و کارایی ریاضیات ۲، تألیف گروه مؤلفین انستیتوی ریاضی استکلووای شوروی، چاپ اول ۱۳۸۰ شرکت انتشارات فنی ایران، ترجمه.
- جوهر، روش و کارایی ریاضیات ۳، تألیف گروه مؤلفین انستیتوی ریاضی استکلووای شوروی، چاپ اول ۱۳۸۰ شرکت انتشارات فنی ایران، ترجمه. (ابتدا، فصل‌های اول و دوم از جلد اول این کتاب با عنوان «ریاضیات، محتوی، روش و اهمیت آن» در سال ۱۳۳۸ در چاپخانه بانک بازرگانی ایران به چاپ رسید. آنگاه، جلد اول به‌طور کامل در سال ۱۳۵۶ در انتشارات توکا به چاپ رسید. سپس، جلدهای اول و دوم در سال ۱۳۶۵ در انتشارات شفا به چاپ رسید. سرانجام، هر سه جلدِ این کتاب با عنوان جدیدِ «جوهر، روش و کارایی ریاضیات» در سال‌های ۱۳۷۹ تا ۱۳۸۰ به چاپ رسید)
- مسئله‌های تاریخی ریاضیات، واسیلی دمیتریه‌ویچ چیستیاکوف، چاپ اول ۱۳۶۵ نشر نی، ترجمه.
- فلسفه، اخلاق و ریاضیات، چاپ اول ۱۳۸۰ انتشارات پژوهنده، گردآوری و ترجمه.
- خلاقیت در ریاضیات و مهندسی، چاپ اول ۱۳۸۰ انتشارات پژوهنده، گردآوری و ترجمه.
- هشترودی اندیشمند بی‌پروا، چاپ اول ۱۳۸۴ انتشارات پژوهنده، تألیف.
- ریاضیات و هنر، چاپ اول ۱۳۸۱ انتشارات پروهنده، گردآوری و ترجمه.
- آموزش ریاضی، چاپ اول ۱۳۸۴ نشر مهاجر، تألیف و ترجمه.
- تاریخ تحول دانش ریاضیات و نجوم در چین، ژوزف نیدهام (خلاصه‌کننده: سی.ا. رونان)، ترجمه با همکاری همایون صنعتی‌زاده، چاپ اول ۱۳۸۳ انتشارات دانشگاه شهید باهنر کرمان، ترجمه.
- کوشیار گیلانی، خورشید فیض‌ال‍ل‍ه عبدال‍ل‍ه‌زاده، چاپ اول ۱۳۸۸ شرکت انتشارات علمی و فرهنگی، ترجمه.
- ابومحمود خجندی ریاضی‌دان و اخترشناس، خورشید فیض‌ال‍ل‍ه عبدال‍ل‍ه‌زاده/نعمان نعمت‌اف/احسان عاقل‌اف، چاپ اول ۱۳۸۶ نشر پژوهنده، ترجمه.
- عدد و عددنویسی و ریاضیات در زندگی، چاپ اول ۱۳۸۷ انتشارات مدرسه، تألیف.
- گاهنامه ریاضی، شامل شرح‌حال و نظر ریاضی‌دانان، ۱۳۸۰ نشر مهاجر، تألیف.
- شما هم می‌توانید در درس ریاضی خود موفق باشید، چاپ اول ۱۳۷۸، چاپ دوم ۱۳۸۰ انتشارات مدرسه، تألیف.
- نگاهی به تاریخ ریاضیات در ایران، چاپ اول ۱۳۸۵ شرکت انتشارات علمی و فرهنگی، تألیف.
- تاریخ ریاضیات، چاپ اول ۱۳۸۵ انتشارات مدرسه، تألیف.
- پیدایش دستگاه شمار، ای.گ. باشاکووا/آ. پ. یوشکیویج، چاپ اول ۱۳۸۳ شرکت انتشارات علمی و فرهنگی، ترجمه.
- فرهنگ ریاضیات، با همکاری عین‌ال‍ل‍ه پاشا/محمدهاشم رستمی/میرشهرام صدر/ محمد عابدی/ احمد قندهاری/ سیدمحمدرضا هاشمی موسوی/غلامرضا یاسی‌پور/حمیدرضا امیری، چاپ اول ۱۳۷۹ انتشارات مدرسه، تألیف.
- دانشنامه ریاضی ایران، جلد ۱ (الف)، چاپ اول ۱۳۸۹ بنیاد دانشنامه‌نگاری ایران، همراه با حمیدرضا امیری، یدال‍ل‍ه ایلخانی‌پور، علاءالدین میرحبیب‌اللهی، هوشنگ شرقی، میرشهرام صدر، محمدعلی فریبرزی عراقی، احمد قندهاری، سید محمدرضا هاشمی موسوی و غلامرضا یاسی‌پور.
- دانشنامه ریاضی ایران، جلد ۲ (ب-ث)، چاپ اول ۱۳۹۴ بنیاد دانشنامه‌نگاری ایران، همراه با حمیدرضا امیری، یدال‍ل‍ه ایلخانی‌پور، علاءالدین میرحبیب‌اللهی، هوشنگ شرقی، میرشهرام صدر، محمدعلی فریبرزی عراقی، احمد قندهاری، سید محمدرضا هاشمی موسوی و غلامرضا یاسی‌پور.

### کتاب‌های درسی
- دوره کتاب‌های درسی ریاضی سه سال اول دبیرستان (نظام قدیم)، شامل دو جلد حساب (برای سال‌های اول و سوم)، دو جلد جبر (سالهای دوم و سوم)، و سه جلد هندسه (سال‌های اول و دوم و سوم)، کلاله خاور، ۱۳۳۷–۱۳۳۵، تألیف.
- دوره کامل ریاضیات دبیرستانی و کتاب‌های مسائل مربوط به آن (با همکاری باقر امامی، محمدباقر ازگمی، غلامرضا بهنیا، علی‌اصغر شیخ‌رضایی) انتشارات علمی و سپس امیرکبیر، در فاصله سال‌های ۱۳۳۸ تا ۱۳۴۴، تألیف.
- ریاضیات ۵ سال اول دبیرستان، و ۳ سال راهنمایی تحصیلی (با همکاری جهانگیر شمس‌آوری)، سال‌های ۱۳۵۱–۱۳۴۵، تألیف.
- جبر سال سوم رشته ریاضی–فیزیک (با همکاری باقر امامی)، ۱۳۵۲، تألیف.

### آموزش مبحث یا شاخه‌ای از ریاضیات
- نظریه مجموعه‌ها، واتسلاو سرپینسکی، چاپ اول ۱۳۵۰، چاپ سوم ۱۳۶۴ انتشارات خوارزمی، ترجمه.
- مثلثات مستقیم‌الخط و کروی، سرگی ایوسیفویچ نووسلو، چاپ اول ۱۳۴۵ چاپ سوم ۱۳۶۹ انتشارات امیرکبیر، ترجمه.
- مثلثات، روبرت کامبل، چاپ اول ۱۳۴۴ چاپ سوم ۱۳۶۴ انتشارات امیرکبیر، ترجمه.
- روش‌های جبر (جلد اول)، چاپ اول ۱۳۴۷ چاپ دوازدهم ۱۳۷۵ انتشارات امیرکبیر، تألیف.
- روش‌های جبر (جلد دوم)، چاپ چهارم ۱۳۶۲ چاپ دهم ۱۳۷۵ انتشارات امیرکبیر، تألیف.
- اعداد اول *، امیل بورل، انتشارات امیرکبیر، چاپ اول ۱۳۴۴، چاپ دوم ۱۳۵۵، چاپ سوم ۱۳۸۱، ترجمه.
- جبر از آغاز تا پایان (خودآموز)، واویلف/ملنیکف/آلکس نیک/پاسی چنکو، انتشارات تهران، چاپ اول ۱۳۶۹، چاپ دوم زمستان ۱۳۷۱، ترجمه.
- تقارن در جبر، و.گ. بالتیانسکی/ن. یا. ویلنکین، چاپ اول ۱۳۴۷ چاپ دوم ۱۳۶۳ انتشارات امیرکبیر، ترجمه.
- تقارن در هندسه و جبر، امیرکبیر، چاپ سوم ۱۳۵۰، ترجمه.
- هندسه غیراقلیدسی، نشر اندیشه، چاپ سوم اردیبهشت ۱۳۵۲، ترجمه.
- ورودی به نظریهٔ مجموعه‌ها، ژ. بروئر، چاپ اول ۱۳۵۹ انتشارات پویش، ترجمه.
- استقراءِ ریاضی، نوشتهٔ ایلیا سامویلویج سومینسکی/لیدیا ایوانونا گولووینا/ایساک موسوویج یاگلوم، چاپ اول ۱۳۴۸، چاپ دوم ۱۳۶۵، چاپ سوم ۱۳۷۷ انتشارات خوارزمی، ترجمه.
- دربارهٔ حد، آلکساند الکساندروویچ کیریلوف، انتشارات آزاده، ۱۳۶۳، ترجمه.
- نامساویها، پاول پترویچ کاروکین، چاپ اول ۱۳۵۰ انتشارات خوارزمی، ترجمه.
- نابرابری‌ها، چاپ اول ۱۳۷۲ انتشارات فردوس/انتشارات مجید، تألیف.
- اشتباه استدلال‌های هندسی، یاکوف اسمنویچ دوبنوف، چاپ اول ۱۳۵۰ انتشارات خوارزمی، ترجمه.
- ورودی به منطق ریاضی، ایزائیل سالامونویج گرادشتین، چاپ اول ۱۳۵۴ انتشارات خوارزمی، ترجمه.
- انعکاس، ایلیا یاکولویچ باکلمان، چاپ اول ۱۳۵۱ انتشارات خوارزمی، ترجمه.
- نظریهٔ ساختمان‌های هندسی، اوت آدلر، انتشارات فردوس، چاپ اول ۱۳۶۸، ترجمه.
- هندسهٔ پرگار (ساختمان‌های هندسی به کمک پرگار)، الکساندر نیکی‌توویچ کوستووسکی، انتشارات علمی دانشجو، چاپ اول ۱۳۶۶، ترجمه.
- عبارتهای متقارن در جبر مقدماتی، چاپ اول ۱۳۶۶ انتشارات علمی دانشجو، تألیف. (چاپ دوم ۱۳۶۸ سازمان چاپ و نشر مشهد/رز نشر)
- تقارن جبری و ضریب‌های نامعین، چاپ اول ۱۳۷۸ انتشارات مدرسه، تألیف. (این کتاب، ویرایش جدیدی از کتاب «عبارتهای متقارن در جبر مقدماتی» است که به آن یک بخش جدید اضافه شده است)
- قدر مطلق در حوزه عددهای حقیقی، چاپ دوم ۱۳۶۸ سازمان چاپ و نشر مشهد/رز نشر، چاپ سوم ویرایش دوم ۱۳۷۵ انتشارات مدرسه (فصل پنجم اضافه شده)، تألیف.
- آنالیز برداری، آ.آ. گولدفاین، چاپ اول ۱۳۶۴ چاپ دوم ۱۳۶۸ انتشارات فاطمی، ترجمه.
- جبر برداری، پ. گوسیاتنیکوف/س. رژنی‌چنکو، چاپ اول ۱۳۶۹ انتشارات فاطمی، ترجمه (با همکاری ابراهیم عادل).
- قضیهٔ مستقیم و قضیهٔ معکوس *، ایزائیل سالامونوویج گراوشتین، چاپ اول ۱۳۷۵ نشر نی، ترجمه.
- تابع‌های متناوب، چاپ اول ۱۳۶۷ انتشارات علمی دانشجو، تألیف. (چاپ دوم ۱۳۶۸ سازمان چاپ و نشر مشهد/رز نشر، چاپ سوم با عنوان «تابع‌ها و روندهای تناوبی» ۱۳۷۸ نشر مهاجر)
- بخش درست عدد [x]، چاپ اول ۱۳۶۸ سازمان چاپ و نشر مشهد/رز نشر، چاپ دوم ۱۳۷۸ نشر مهاجر، تألیف.
- روش استقرای ریاضی، چاپ اول ۱۳۶۸ سازمان چاپ و نشر مشهد/رز نشر، چاپ دوم ۱۳۷۸ انتشارات مدرسه، تألیف.
- بسط دو جمله‌ای با نمای طبیعی، چاپ اول ۱۳۶۸ سازمان چاپ و نشر مشهد/رز نشر، تألیف.
- تربیع دایره و غیر جبری بودن عدد پی، گرشن ایخلدویج درینفلد، چاپ اول ۱۳۶۷ انتشارات علمی دانشجو، چاپ دوم ۱۳۶۸ سازمان چاپ و نشر مشهد/رز نشر، ترجمه.
- تثلیث زاویه، تربیع دایره، گرشن ایخلدویج درینفلد/سیامک جعفری، چاپ اول ۱۳۸۰ انتشارات مدرسه، ترجمه و تألیف. (بخش اول این کتاب، همان کتاب «تربیع دایره و غیر جبری بودن عدد پی» است و بخش‌های دوم و سوم را سیامک جعفری تألیف کرده است)
- ورودی به نظریه احتمال، چاپ اول ۱۳۶۸ سازمان چاپ و نشر مشهد/رز نشر، چاپ دوم ۱۳۷۷ نشر مهاجر (با عنوانِ «آشنایی با نظریه احتمال»)، تألیف.
- ترکیب و نظریهٔ احتمال، چاپ اول ۱۳۸۰ انتشارات پژوهنده، تألیف.
- همه چیز دربارهٔ سه‌جمله‌ای درجه دوم، چاپ اول ۱۳۷۰ انتشارات تهران، تألیف.
- نقطه‌های بی‌حرکت، یوری آلکسه‌یه‌ویچ شاشکین، چاپ اول ۱۳۷۰ انتشارات تهران، ترجمه.
- تصاعدها و لگاریتم در مسئله‌های عملی، چاپ اول ۱۳۶۶ انتشارات علمی دانشجو، چاپ دوم ۱۳۶۸ سازمان چاپ و نشر مشهد/رز نشر، چاپ سوم با عنوان «تصاعدها و لگاریتم» ۱۳۷۹ نشر مهاجر، تألیف.
- ورودی به نظریه آنالیز ترکیبی، چاپ اول ۱۳۶۸ سازمان چاپ و نشر مشهد/رز نشر، چاپ دوم ویرایش دوم ۱۳۷۶ انتشارات مدرسه، تألیف.
- بسط دوجمله‌ای با نمای طبیعی {\displaystyle (x+a)^{n}}، چاپ اول ۱۳۶۸ سازمان چاپ و نشر مشهد/رز نشر، تألیف.
- آنالیز ترکیبی و بسط دوجمله‌ای، چاپ اول ۱۳۷۶ انتشارات مدرسه، تألیف. (بخش اول این کتاب همان کتابِ «ورودی به نظریه آنالیز ترکیبی» و بخش دومش، همان کتاب «بسط دوجمله‌ای با نمای طبیعی {\displaystyle (x+a)^{n}}» است که هر دو بخش ویرایش و بازنگری شده است)
- بخش‌پذیری در جبر، چاپ اول ۱۳۷۳ انتشارات مدرسه، تألیف.
- بخش‌پذیری عددها و مفهوم آلگوریتم، نیکلای نیکلایه‌ویچ ووروبی‌یف، چاپ اول ۱۳۷۰ انتشارات تهران، ترجمه.
- محاسبه برداری، چاپ اول ۱۳۷۰ انتشارات تهران، تألیف.
- آنالیز ریاضی جلد اول (محاسبه دیفرانسیلی و انتگرالی)، گریگوری میخائیلویچ فیختن‌گولتس (ترجمه با همکاری باقر امامی)، چاپ اول ۱۳۶۸ انتشارات فردوس، ترجمه.
- آنالیز ریاضی جلد دوم (محاسبه دیفرانسیلی و انتگرالی)، گریگوری میخائیلویچ فیختن‌گولتس (ترجمه با همکاری باقر امامی)، چاپ اول ۱۳۶۸ انتشارات فردوس، ترجمه.
- آنالیز ریاضی جلد سوم (محاسبه دیفرانسیلی و انتگرالی)، گریگوری میخائیلویچ فیختن‌گولتس (ترجمه با همکاری باقر امامی)، چاپ اول ۱۳۶۸ انتشارات فردوس، ترجمه.
- قضیهٔ فرما *، میخائیل میخائیلویچ پوستنیکوف، نشر نی، چاپ اول ۱۳۷۹، ترجمه.
- بنیان‌های هندسه، و.ای. کوستین، چاپ اول ۱۳۸۱ نشر مهاجر، ترجمه.
- خط‌های راست و متحنی‌ها، ن.ب. واسی لیِیو/ و.ل. گوتن‌ماخر، (ترجمه با همکاری ابراهیم عادل)، چاپ اول ۱۳۷۰ انتشارات تهران، ترجمه.
- روش مختصات، لوسه مه نوویچ/ پونتر یاگین، چاپ اول ۱۳۸۲ انتشارات پژواک کیوان، ترجمه.
- حل معادله‌ها در مجموعهٔ عددهای درست، الکساندر اوسینویچ هلفوند، چاپ اول ۱۳۸۰ نشر مهاجر، ترجمه.
- ماکزیمم و مینیمم (بدون استفاده از مشتق)، ایوان نیون، (ترجمه با همکاری ابراهیم عادل)، چاپ اول ۱۳۶۸ نشر بردار، ترجمه.
- معادله و نامعادله، والری واسیلوویج واویلف/ ایوان اینوویج ملنیکف/ اسلونیکلایه‌ویچ آلکس‌نیک/ پتر ایوانوویچ پاسی‌چنکو، چاپ اول ۱۳۷۲ چاپ سوم ۱۳۷۵ انتشارات مدرسه، ترجمه.
- ریاضیات محاسبه‌ای ۱، چاپ اول ۱۳۷۴ انتشارات فردوس/انتشارات مجید، تألیف.
- ریاضیات محاسبه‌ای ۲، چاپ سوم ۱۳۷۷ انتشارات مجید، تألیف.
- ریاضیات محاسبه‌ای ۳ (سال دوم دبیرستان-نیم‌سال اول)، چاپ اول ۱۳۷۵ انتشارات فردوس، تألیف.
- ریاضیات محاسبه‌ای ۴ (سال دوم دبیرستان-نیم‌سال دوم)، چاپ اول ۱۳۷۵ انتشارات فردوس، تألیف.
- ریاضیات محاسبه‌ای ۵ (سال سوم-ریاضی فیزیک و تجربی)، چاپ اول ۱۳۷۶ انتشارات فردوس، تألیف.

### ریاضیات به زبان ساده
- بازی با بی‌نهایت، روزا پتر، چاپ اول ۱۳۵۶ انتشارات توکا، چاپ دوم ۱۳۶۳ انتشارات فردوسی، چاپ سوم ۱۳۷۴ نشر میترا، ترجمه.
- منحنیها در فضا، دونووان جونسون، چاپ اول ۱۳۵۶ انتشارات چاپار، ترجمه.
- دستگاه‌های محدود ریاضیات، م. سکات نورتون، چاپ اول ۱۳۵۴ انتشارات چاپار، ترجمه.
- داستان مجموعه‌ها، نااوم یاکوله‌ویج ویلنکین، چاپ اول ۱۳۵۵، چاپ دوم ۱۳۵۷ انتشارات توکا، ترجمه.
- داستانهای ریاضی، ایوان یاکوله‌ویچ دپمان، چاپ اول ۱۳۵۶ انتشارات توکا چاپ دوم ۱۳۶۳ انتشارات آزاده، ترجمه.
- در حل مسئله‌های ریاضی اشتباه نکنیم، ایوان یاکوله‌ویچ دپمان، چاپ اول ۱۳۷۵ انتشارات تهران، تألیف و ترجمه. (بخش دومِ این کتاب، همان کتاب «داستانهای ریاضی» است)
- روش مختصاتی و هندسهٔ چهاربعدی، ی.م. گلفاند/ا. گ. گلاگوله وا/آ. آ. کیریلوف، چاپ اول ۱۳۵۶ انتشارات خوارزمی، ترجمه.
- مسیر ریاضیات جدید، دبلیو. دبلیو. سایر، چاپ اول ۱۳۶۶ توسط انتشارات علمی دانشجو، چاپ دوم ۱۳۶۹ توسط رز نشر/سازمان چاپ و نشر مشهد، ترجمه.

### مسائل ریاضی
- مهم‌ترین مسئله‌ها و قضیه‌های ریاضی، شکلیارسکی/چنتسوف/یاگلوم، چاپ اول ۱۳۶۹ نشر بردار، چاپ دوم ۱۳۷۴ انتشارات مجید/انتشارات فردوس، ترجمهٔ پرویز شهریاری و ابراهیم عادل.
- مسئله‌های دشوار ریاضی، کنسانتین شاخنو، چاپ سوم ۱۳۷۴ انتشارات فردوس، ترجمه.
- مسابقه‌ها، کنکورها و المپیادهای ریاضی، چاپ اول ۱۳۷۲ انتشارات جاودان خرد، تألیف.
- گزیدهٔ مسئله‌های تازه و بکر مقدماتی ریاضیات، و. پلاتونف/ک. ر. لیوک/و. زارتسکی/ن. مدتلسکی/ل. توتایف، نشر پژواک کیوان، چاپ اول ۱۳۸۲، ترجمه.
- مسائل مسابقات ریاضی، وا.س. کوشچنکو، انتشارات امیرکبیر، چاپ هشتم ۱۳۶۵، ترجمه.
- روش‌های مثلثات، (با همکاری احمد فیروزنیا)، چاپ اول ۱۳۴۹ انتشارات خوارزمی، چاپ چهارم ویرایش دوم ۱۳۶۵ انتشارات فردوس، چاپ ششم ۱۳۷۸ نشر مهاجر، تألیف.
- تمرین‌ها و مسائل آنالیز ریاضی *، ب.ب. دمیدوویچ، چاپ اول ۱۳۵۱ چاپ دوم ۱۳۶۳ چاپ ششم ۱۳۸۲انتشارات امیرکبیر، ترجمه.
- مسئله‌های ریاضی، آسان ولی…، آ.ای. اوستروسکی، س.آ. مالچانوف، آ.ک. تولپیکو، آ.ل. روزنتال، ا.ب. دینکین، چاپ اول ۱۳۵۴ انتشارات توکا، چاپ دوم ۱۳۶۰ چاپ سوم ۱۳۶۳ چاپ چهارم ۱۳۶۸ چاپ پنجم ۱۳۷۸ نشر گستره، ترجمه.
- مسئله‌های المپیادهای مجارستان (مسابقه‌های آتووش)، (ترجمه با همکاری ابراهیم عادل) انتشارات مشعل دانشجو، چاپ اول ۱۳۶۸، ترجمه.
- تئوری اعداد (۲۵۰ مسئلهٔ حساب)، نوشتهٔ واتسلاو سرپینسکی، چاپ اول ۱۳۴۹ چاپ دوم ۱۳۶۹ چاپ سوم ۱۳۷۷ انتشارات خوارزمی، ترجمه.
- مسئله‌های المپیادهای آمریکا، مورای اس. کلامکین، (ترجمه با همکاری ابراهیم عادل)، چاپ اول ۱۳۶۸ نشر بردار، چاپ سوم ۱۳۷۶ انتشارات فردوس، ترجمه.
- المپیاد ریاضی لنینگراد (از سال ۱۹۶۱ به بعد)، د.و. فومین، چاپ اول ۱۳۷۴ انتشارات اینشتین، چاپ دوم ۱۳۷۹ نشر گستره، ترجمه.
- مسئله‌های المپیادهای ریاضی (۱۹۸۶–۱۹۵۹)، (با همکاری ابراهیم عادل)، انتشارات فاطمی، ۱۳۶۸، ترجمه و تألیف.
- آمادگی برای المپیادهای ریاضی، ن.ب. واسیلیف/و. ل. گوتنماخر/ ژ.م. رابوت/ آ.ل. توم، چاپ دوم ۱۳۷۴ انتشارات فاطمی، ترجمه.
- مسئله‌های المپیادهای ریاضی در کشورهای مختلف، چاپ اول ۱۳۶۸ چاپ سوم ۱۳۷۶ انتشارات فردوس، ترجمه.
- مسئله‌های المپیادهای ریاضی در شوروی، نیکلای یوری سوویج واسیلی‌یف/آندره الکساندرویج یه‌گوروف، چاپ اول ۱۳۶۹ نشر توسعه، چاپ سوم ۱۳۷۵ انتشارات فردوس/نشر توسعه، ترجمه.
- ۷۰۰ مسئله با حلّ کامل، (با همکاری باقر امامی و جواد حریرچی)، چاپ سوم ۱۳۶۵ چاپ چهارم ۱۳۶۹ انتشارات امیرکبیر، ترجمه.
- بهترین مسئله‌های جبر و مثلثات، وی.آ. کریچ‌مار (ترجمه با همکاری حسین ابراهیم‌زاده قلزم)، چاپ اول ۱۳۷۶ انتشارات تهران، ترجمه. (تمام مسائل و راه حل‌های این کتاب، عیناً در کتاب «۷۰۰ مسئله با حلّ کامل» مسئله‌های ۱–۵۷۸، با ترجمهٔ جدید، آمده است)
- دوره اختصاصی جبر مقدماتی، سرگی ایوسیفویچ، چاپ اول ۱۳۴۹ چاپ دوم ۱۳۶۱ انتشارات امیرکبیر، ترجمه.
- مسائل امتحانی جبر چهارم دبیرستان‌های کشور با حل، انتشارات امیرکبیر، ۱۳۴۴، تألیف.
- مسائل امتحانی جبر پنجم دبیرستان‌های کشور با حل، انتشارات امیرکبیر، ۱۳۴۴، تألیف.
- تست حساب استدلالی (با همکاری باقر امامی و اح‍س‍ان‌ال‍ل‍ه قوام‌زاده)، انتشارات امیرکبیر، ۱۳۴۳، تألیف.
- مسائل جبر و راهنمای حل آنها، (با همکاری باقر امامی)، چاپ پنجم ۱۳۴۸ انتشارات امیرکبیر، تألیف.
- حل مسائل مثلثات برای داوطلبان کنکور دانشکده‌ها، (با همکاری باقر امامی)، چاپ اول ۱۳۴۲ انتشارات امیرکبیر، تألیف.
- مسائل هندسه و حل آنها: برای داوطلبان کنکور دانشکده‌ها، (با همکاری محمدباقر ازگمی)، چاپ اول ۱۳۴۰ انتشارات امیرکبیر، تألیف.
- آزمون‌های جبر و مثلثات، (با همکاری حسن تقوی)، چاپ اول ۱۳۵۴ انتشارات امیرکبیر، تألیف.
- تست‌های ریاضیات، (با همکاری حسن تقوی)، انتشارات امیرکبیر، سال‌های پنجاه، تألیف.
- نظریهٔ اعداد، (با همکاری احسان‌ال‍ل‍ه قوام‌زاده)، چاپ اول ۱۳۵۰ انتشارات امیرکبیر، تألیف.
- حل المسائل آنالیز، (با همکاری باقر امامی و جمال عصار)، چاپ اول ۱۳۴۸ انتشارات دانشگاه تهران، تألیف.
- ت‍س‍ت ری‍اض‍ی‍ات: ح‍س‍اب اس‍ت‍دلال‍ی - ج‍ب‍ر - م‍ث‍ل‍ث‍ات، (با همکاری باقر امامی و احسان‌ال‍ل‍ه قوام‌زاده)، چاپ اول ۱۳۵۰ انتشارات امیرکبیر، ترجمه.
- تست مثلثات: برای داوطلبان کنکور دانشکده‌ها و دانش آموزان دوره دوم دبیرستانها، (با همکاری باقر امامی و احسان‌ال‍ل‍ه قوام‌زاده)، چاپ اول ۱۳۴۳ انتشارات امیرکبیر، ترجمه.
- مسئله‌های ریاضیات عمومی با حل، (با همکاری باقر امامی)، ۱۳۵۳ انتشارات امیرکبیر، تألیف.
- مسائل ریاضی کنکورها (مسابقات ورودی دانشگاه‌های شوروی ۸۲–۱۹۷۷ با حل)، یوری والانتینوویچ نسترنکو/میخائیل کانستانتی‌نوویچ یوتاپوف/ سلاونیکولایه‌ویچ یوتاپوف/ سلاونیکولایه‌ویچ اولخ‌نیک چاپ چهارم ۱۳۶۹ انتشارات فردوس/نشر بردار، ترجمه.
- مسائل مسابقات ریاضی با حل، واسیلی سمینویج کوشچنکو، چاپ دهم ۱۳۶۹ انتشارات امیرکبیر، ترجمه.
- ۹۹ مسئله ریاضی، چاپ اول ۱۳۷۷ انتشارات محراب قلم، تألیف.
- چگومه مسائل ریاضی را حل کنیم (جلد ۱ جبر)، چاپ اول ۱۳۸۱ نشر مهاجر، تألیف.
- چگومه مسائل ریاضی را حل کنیم (جلد ۱ هندسه)، چاپ اول ۱۳۸۱ نشر مهاجر، تألیف.
- مسابقه‌های لومونوسف و رگاتا: مسئله‌های ریاضی برای سال‌های آخر راهنمایی و دبیرستان، چاپ اول ۱۳۸۳ خانه ریاضیات اصفهان، ترجمه.

### سرگرمی در ریاضیات
- سرگرمیهای هندسه، یاکوب ایسیدورویج پرلمان، چاپ اول ۱۳۴۷ چاپ دوم ۱۳۵۷ انتشارات خوارزمی، ترجمه.
- سرگرمیهای جبر، یاکوب ایسیدورویج پرلمان، چاپ اول ۱۳۴۶ انتشارات یکان، چاپ ششم ۱۳۶۵ انتشارات امیرکبیر، ترجمه.
- سرگرمیهای ریاضی، یاکوب ایسیدورویج پرلمان، چاپ اول ۱۳۴۴، چاپ دوم ۱۳۵۴ انتشارات امیرکبیر، ترجمه.
- ریاضیات زنده، یاکوب ایسیدورویج پرلمان، چاپ اول ۱۳۷۴ نشر میترا، ترجمه. (این کتاب، ویرایش جدیدی از کتاب «سرگرمیهای ریاضی» است ولی فصل‌های ۹۹ تا ۱۰۱ را کم دارد)
- اندیشه ریاضی، ب.آ. کوردمسکی، چاپ اول ۱۳۵۵ انتشارات امیرکبیر، ترجمه.
- ۱۷۵ مسئله منطقی *، دی یر دبیزام/یانوش هرتسگ، چاپ اول ۱۳۶۶، چاپ دوم ۱۳۷۴نشر نی، ترجمه.
- سرگرمی‌های توپولوژی (توپولوژی تجربی) *، استفن بار، چاپ اول ۱۳۶۵ نشر نی، ترجمه.
- در پی فیثاغورث *، شه‌پان. النسکی، انتشارات امیرکبیر، چاپ اول ۱۳۵۲ چاپ پنجم ۱۳۸۴، ترجمه.
- در قلمرو ریاضیات، الکساندر پترویج دوموریاد، چاپ اول ۱۳۴۸، چاپ دوم ۱۳۶۳انتشارات امیرکبیر، ترجمه.
- بازی‌ها، سرگرمی‌ها و معماها در ریاضیات (نظریهٔ ریاضی بازی)، الکساندر پترویج دوموریاد، چاپ اول ۱۳۷۶ انتشارات فردوس، ترجمه. (این کتاب، ویرایش جدیدی از کتاب «در قلمرو ریاضیات» است)

### رمان یا فیزیک یا تاریخِ نجوم یا غیره
- باد و باران، زاهاریا استانکو، چاپ اول ۱۳۸۳ انتشارات پژواک کیوان، ترجمه. (ابتدا دو جلد از سه جلد این کتاب توسط انتشارات تهران در سال ۱۳۷۱ به چاپ رسید تا سرانجامُ ترجمهٔ تمام کتاب در یک جلد در سال ۱۳۸۳ به چاپ رسید)
- کتابی دربارهٔ کتاب، سرگی له‌وو، چاپ اول ۱۳۷۰ نشر توسعه، ترجمه.
- داستان‌های علمی، مارک توین/ایزاک آسیموف/آ. ج. دیچ/آرت بوخالد، چاپ اول ۱۳۶۱ انتشارات فردوس، ترجمه.
- قطاری که در بعد چهارم گم شد، آ. ج. دیچ/مارتین گاردنر، چاپ اول ۱۳۷۶ چاپ دوم ۱۳۸۰ مؤسسهٔ کتاب همراه، ترجمه.
- چ‍ن‍د ش‍اخ‍ه گ‍ل ب‍رای ال‍ج‍رن‍ون، دانیل کایز، چاپ اول ۱۳۷۳ چاپ چهارم ۱۳۸۸ مؤسسهٔ کتاب همراه، ترجمه.
- دو درس کوتاه دربارهٔ دیرین‌شناسی، مارک توین، چاپ اول ۱۳۷۷ چاپ دوم ۱۳۸۰ انتشارات تجربه، ترجمه.
- من؟ من با همه فرق می‌کنم، فردریک پل، چاپ اول ۱۳۷۷ انتشارات تجربه، ترجمه.
- خانه اهریمنی، آناتولی دنپروف، چاپ اول ۱۳۷۷ مؤسسه کتاب همراه، ترجمه.
- ارش‍م‍ی‍دس ک‍وچ‍ک، آلدوس هاکسلی، چاپ اول ۱۳۷۴ مؤسسه کتاب همراه، ترجمه.
- ن‍م‍ای‍ن‍ده ک‍ن‍گ‍ره، پ. د. ووه‍اوس، چاپ اول ۱۳۷۹ انتشارات ت‍ج‍رب‍ه، ترجمه.
- علم، جامعه و انسان (جلد یک)، چاپ اول ۱۳۵۹ انتشارات هدهد، گردآوری و ترجمه.
- علم، جامعه و انسان (جلد دو)، چاپ اول ۱۳۶۰ انتشارات هدهد، گردآوری و ترجمه.
- علم، جامعه و انسان (جلد سه)، چاپ اول ۱۳۶۱ انتشارات هدهد، گردآوری و ترجمه.
- دانش و شبه دانش، چاپ اول ۱۳۷۶ نشرنی، گردآوری و ترجمه. (تمام مقاله‌های این کتاب در سه جلد کتاب «علم، جامعه و انسان» آمده است)
- یک روز زندگی پسرک قبطی، میلیتسا ادوینوونا ماتیو، چاپ اول ۱۳۵۵ انتشارات توکا چاپ سوم ۱۳۸۴ نشر مهاجر، ترجمه.
- اخلاق و انسان، الگانا تانونا کروتووا، چاپ اول سال‌های ۱۳۶۰–۱۳۶۱ مجلهٔ فردای ایران، چاپ دوم ۱۳۶۱ چاپ سوم ۱۳۸۰ انتشارات فردوس، ترجمه.
- یان‌هوس و جنبش انقلابی دهقانان چک، چاپ اول ۱۳۵۷ انتشارات توکا، تألیف.
- حقیقت‌هایی دربارهٔ افغانستان (سندها واقعیت‌ها و گزارش‌های عینی)، جمعی از نویسندگان، (ترجمه با همکاری پرویز حبیب‌پور)، چاپ اول ۱۳۵۹ انتشارات آلفا، ترجمه.
- جنبش مزدک و مزدکیان، چاپ اول ۱۳۲۷، تألیف.
- نیکخواهان توده (احمد کسروی)، (با همکاری مهدی نعمت الهی)، چاپ اول ۱۳۲۶، تألیف.
- نظریهٔ نسبیت در مسئله‌ها و تمرین‌ها *، الکسی نیکلایه ویچ مالینین، چاپ دوم ۱۳۷۴ نشر نی، ترجمه.
- در جستجوی هماهنگی، اُلِگ موروز، چاپ اول ۱۳۸۲ نشر مهاجر، ترجمه.
- سرگذشت حرکت، فه‌نومان دمیتری یه‌ویچ بوبلی نیکوف، چاپ اول ۱۳۶۸ نشر گستره، ترجمه.
- ماشین امیل پست، ولادیمیر آندره‌یه‌ویچ اوسپنسکی، چاپ اول ۱۳۷۰ انتشارات تهران، ترجمه.

### دربارهٔ پرویز شهریاری
- سال‌ها باید که تا… جشن‌نامه پرویز شهریاری، به کوشش رقیه بهزادی، انتشارات فردوس، ۱۳۸۲.
- ارج‌نامه شهریاری، به خواستاری و اشراف پرویز رجبی نشر توس.
- «یک زندگی» (خاطرات و دیدگاهای پرویز شهریاری) در گفتگو با مهندس امیر حاجی صادقی، نشر کوچک
- پس از چهل سال: زندگی‌نامه استاد پرویز شهریاری، ابوالقاسم پورحسینی، نشر مهاجر، چاپ اول ۱۳۸۰.
- «زندگینامه و خدمات علمی، فرهنگی و آموزشی پرویز شهریاری» کاری از انجمن آثار و مفاخر ملی ایران به سرپرستی مهدی محقق
- ستارهٔ اعداد (پرویز شهریاری) کیست و چه کرد؟، سیدعلی صالحی، انتشارات تهران.
- «فیلم مستند فانوس گلستان»، مروری بر زندگی، اندیشه، آثار و افتخارات پرویز شهریاری، تهیه‌کننده، پژوهشگر و کارگردان: میلاد درویش